# Luís de la Puente

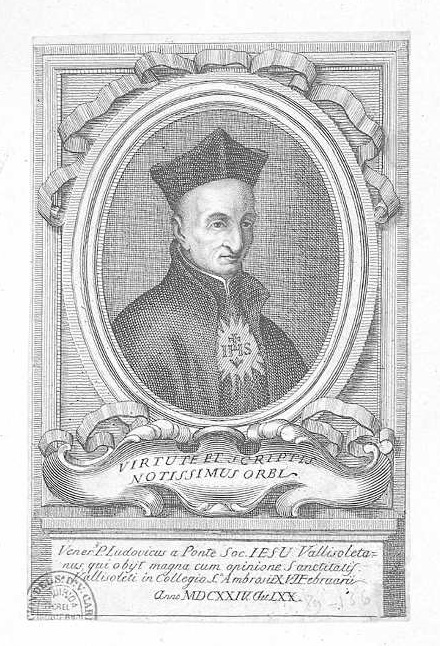
Retrato de Luis de la Puente

Luis de Ponte (ou de Lapuente, de la Puente, D'Aponte, de Ponte ou Dupont) (Valladolid, 11 de novembro de 1554 – Valladolid, 16 de fevereiro de 1624) foi um membro da Companhia de Jesus, cujos membros são conhecidos como jesuítas. Foi teólogo e escritor ascétido. Pouco tempo depois da sua morte a Santa Sé admitiu a causa da sua beatificação.

## Vida
Tendo entrado na Companhia de Jesus, estudou com Francisco Suárez e ensinou filosofia em Salamanca. Foi forçado por problemas de saúde a retirar-se, e iniciou carreira de escritor. Ordenado sacerdote em 1580, tornou-se o diretor espiritual do Marina de Escobar, em cuja função continuou até sua morte.
Em 1599, dedicou-se aos cuidados dos doentes da epidemia na cidade de Villagarcia. Sua obra mais conhecida é "Meditations on the Mysteries of Our Holy Faith" que foi traduzida em dez idiomas, incluindo o árabe e o Inglês.

## Obras
Além do comentário em latim do Cântico dos Cânticos, escreveu em espanhol:
- Vida del P. Baltasar Alvarez. Madrid 1615; Vita P. Balthassaris Alvarez. Coloniae 1616 );
- Vida de Marina de Escobar;
- "Spiritual Directory for Confession, Communion and the Sacrifice of the Mass";
- "The Christian Life" (4 vols.), and
- "Meditations on the Mysteries of Our Holy Faith", by which he is best known.
- "On the perfection of various states of life," (The following links are in Spanish)

Volume One
Volume Two: Of the Sacraments of Baptism and Confirmation and the Perfection practiced in them
Volume Three: On Virginity and religion and following the Counsels
Volume Three: On the States, Offices, and Ministries of Church Hierarchy